# Ferejdunsahr megye

Iszfahán tartomány megyéinek elhelyezkedése

Ferejdunsahr megye (perzsául: شهرستان فریدونشهر) Irán Iszfahán tartományának egyik nyugati megyéje az ország középső részén. Északon Buin va Miandaszt határos, keleten Ferejdan, délkeleten Csadegán, délen és délnyugaton Csahármahál és Bahtijári tartomány, nyugatról Huzesztán tartomány és Loresztán tartomány határolják. Székhelye Ferejdunsahr városa. Második legnagyobb városa Barf Anbar. A megye lakossága 38 334 fő, területe 2 236 km². A megye egy kerületet foglal magába, amely a Központi kerület.

## Fordítás
- Ez a szócikk részben vagy egészben  a   Fereydunsahr County című angol Wikipédia-szócikk ezen változatának fordításán alapul.  Az eredeti cikk szerkesztőit annak laptörténete sorolja fel. Ez a jelzés csupán a megfogalmazás eredetét és a szerzői jogokat jelzi, nem szolgál a cikkben szereplő információk forrásmegjelöléseként.